# Amphisbaena silvestrii
Amphisbaena silvestrii este o specie de reptile din genul Amphisbaena, familia Amphisbaenidae, ordinul Squamata, descrisă de George Albert Boulenger în anul 1902. Conform Catalogue of Life specia Amphisbaena silvestrii nu are subspecii cunoscute.